# Gmina Kučevo
Gmina Kučevo (serb. Opština Kučevo / Општина Кучево) – gmina w Serbii, w okręgu braniczewskim. W 2018 roku liczyła 13 273 mieszkańców.